# 美しい男性!
松尾スズキpresents 美しい男性!（まつおすずきぷれぜんつ うつくしいだんせい）は、BSジャパンで金曜日深夜0:00から放送されていたバラエティ番組である。2009年1月10日スタート。
演出家の松尾スズキが番組を全面的にプロデュースした。

## 概要
2009年3月19日には、「スタジオキューブ326」にて最初で最後の公開収録（最終回）が行われた。
2009年4月5日から日曜日に再放送が行われている。

## 番組概要
「本当に美しい男性とは何か」を松尾が徹底的に追求し、ドラマ・コント・歌・ダンスなどが繰り広げられる。「美しい」内容といいながらも実際は笑いをとっている。
「美しい男性の、美しい男性による、美しい男性好きのための番組」。アンディ松尾曰く「美しい男性は全部、僕の物」。

## 出演者
- アンディ松尾（松尾スズキ） - アンディ・ウォーホルをモデルとしたキャラクター。当たり前だがゲイという設定。
- オクイ・ベンジャミン（オクイシュージ）
- 宮崎吐夢 - 歌とダンスのコーナー担当。第一回で作家の石田衣良に宮崎自身が初対面で付けていたネクタイを馬鹿にされるなど凄まじく無礼な態度をとられたことを暴露した。
- 仲坪由紀子（ダンサー）
- 田丸暦（ダンサー）
- 未來歩（専属メイク）
- ペロリーマン（美しい男性愛好家）

### ボーイズ
- 阿部翔平
- 株元英彰
- 小此木進（足立区立OKO）
- 田中伸彦
- デレアヌ悟仁
- 成松慶彦
- 水野新太郎
- 宮崎翔太

## スタッフ
- 企画・構成・総合演出：松尾スズキ
- 構成：天久聖一、堀雅人、オクイシュージ、寺坂直毅
- プロデューサー：五箇公貴、濱谷晃一、赤羽智比呂、長坂まき子
- ディレクター：大根仁、松井聡史
- 制作協力：テレビ東京、大人計画、オフィスクレッシェンド
- 製作：BSジャパン、ポニーキャニオン

## DVD
- 「白男性」 - 第1回 - 第3回を収録。2009年6月26日発売。
- 「赤男性」 - 第4回 - 第6回を収録。2009年6月26日発売。
- 「青男性」 - 第7回 - 第9回を収録。2009年7月24日発売。
- 「黒男性」 - 第10回 - 第12回を収録。2009年7月24日発売。

全巻購入舎応募特典として、「美しいライブ!完全版DVD」が存在する。
発売元：ポニーキャニオン／BSジャパン、販売元：ポニーキャニオン。